# 309706 Ávila
309706 Ávila è un asteroide della fascia principale. Scoperto nel 2008, presenta un'orbita caratterizzata da un semiasse maggiore pari a 3,1683021 au e da un'eccentricità di 0,1596926, inclinata di 20,22779° rispetto all'eclittica.
L'asteroide era stato inizialmente battezzato 309706 Avila per poi essere corretto nella denominazione attuale.
L'asteroide è dedicato all'omonima città spagnola.